# Chrysoperla rufilabris
Chrysoperla rufilabris är en insektsart som först beskrevs av Hermann Burmeister 1839.  Chrysoperla rufilabris ingår i släktet Chrysoperla och familjen guldögonsländor. Inga underarter finns listade i Catalogue of Life.